# 练恕夫妇墓
练恕夫妇墓，位于中国广东省河源市连平县元善镇黄泥岭，为连平县的一个县级文物保护单位，类型为古墓葬，公布时间为1986年1月。
练恕夫妇墓，为清朝学者練恕夫妇在民国时期的二次重葬墓。